# Things Fall Apart

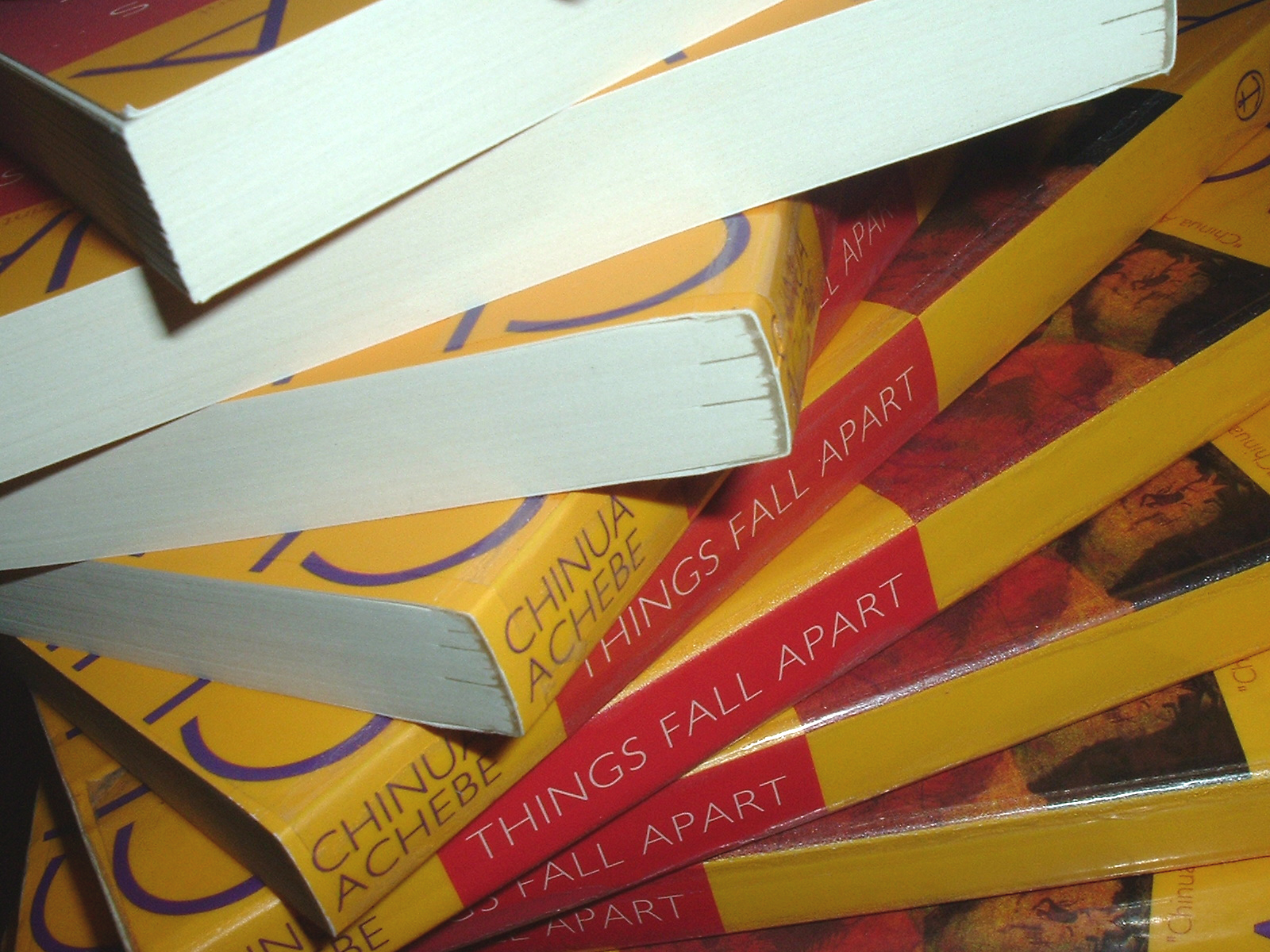
Things Fall Apart in der Anchor Books Edition

Things Fall Apart (deutsch Okonkwo oder Das Alte stürzt bzw. Alles zerfällt) ist der erste Roman des nigerianischen Schriftstellers Chinua Achebe. Er erschien 1958 und wurde zu einem Meilenstein und zugleich Klassiker der afrikanischen Literatur. Bis heute ist er das meistgelesene Buch eines afrikanischen Autors. Der Roman schildert am Beispiel eines Igbo-Dorfes auf tragische Weise, wie eine nach althergebrachten, patriarchalen Regeln funktionierende afrikanische Gesellschaft durch das Eindringen christlicher Missionare und kolonialer Herrschaft zerfällt. Ein Jahr nach dem Erscheinen wurde der Band bereits in deutscher Übersetzung unter dem Titel Okonkwo oder Das Alte stürzt aufgelegt; der englische Titel des Romans, Things Fall Apart (wörtlich „(Die) Dinge  fallen auseinander“), ist ein Zitat aus William Butler Yeats’ Gedicht The Second Coming (1919).

## Handlung
Die Handlung des Romans ist in der frühen Übergangsphase zur Kolonialisierung in einem Dorf im Gebiet der Igbo angesiedelt. Zu Beginn der Handlung ist die Gegend von den kolonialen Einflüssen noch gänzlich unberührt. Hauptfigur ist Okonkwo, ein wohlhabender und angesehener Mann, der bereits einige lokale Ehrentitel erworben hat und einem großen polygamen Haushalt mit drei Frauen vorsteht. Diese Stellung hat er sich von früher Jugend an in harter Arbeit ehrgeizig erarbeitet. Dennoch fühlt er sich in seiner Position unsicher; da sein Vater, ein melancholischer Musiker, der die Flöte Oja spielte, hochverschuldet und kaum geachtet starb, lebt er in beständiger Angst, ihm zu gleichen. Das macht ihn zu einem unbeständigen Charakter, der seine Selbstzweifel in Ungeduld, Jähzorn und unnötiger gewalttätiger Härte gegenüber seinen Frauen, seinen Kindern und anderen Mitmenschen zum Ausdruck bringt. Okonkwo übt – maskiert, als Geist eines verstorbenen Vorfahren (egwugwu) auftretend – gemeinsam mit anderen Maskierten die Gerichtsbarkeit im Dorf aus.

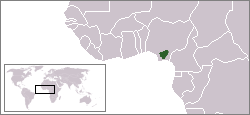
Lage des Igbo-Gebietes, wo sich die Handlung des Romans Things Fall Apart abspielt.

Mit großer Sorge verfolgt er die Entwicklung seines ältesten Sohnes Nwoye, der zu Beginn des Romans zwölf Jahre alt ist und ihm verweichlicht und melancholisch scheint. Okonkwo ist froh über den Einfluss, den der fünfzehnjährige Ikemefuna auf seinen Sohn ausübt. Ikemefuna gelangte als „Blutgeisel“, also als Ausgleich für ein Mordopfer, in das Dorf und Okonkwo nimmt ihn in seinem Haushalt auf. Als das Orakel einige Jahre später den Tod Ikemefunas befiehlt, nimmt Okonkwo entgegen dem Rat seiner Freunde an dieser Vergeltungsaktion teil und führt sogar den tödlichen Hieb, um sich selbst und anderen gegenüber seine mentale Stärke zu beweisen. Diese Tat kann er anschließend nur schwer verwinden, obwohl er sie sich selbst und seinen Freunden gegenüber stets rechtfertigt. Nwoye, der nur ahnt, dass Ikemefuna tot ist, zieht sich endgültig von seinem Vater zurück, wenn auch nicht offen.
Unkomplizierter ist die Beziehung zu seiner Lieblingstochter Ezinma, einige Jahre jünger als Nwoye und einziges überlebendes von zehn Kindern seiner zweiten Frau Ekwefi. Sie entspricht eher einem Charakter, den sich Okonkwo bei seinen Kindern gewünscht hätte, und er bedauert, dass sie kein Junge ist. Zu ihr besteht auch über ihre Pubertät hinweg ein Band wortlosen Einverständnisses.
Als Einzelkind nimmt Ezinma auch anderen Erwachsenen gegenüber eine besondere Stellung ein, angefangen bei ihrer Mutter, die sie ängstlich umsorgt und früh als Erwachsene anzusehen beginnt. „Meine Tochter“ nennt deren Freundin Chielo sie, die den üblichen weiblichen Tätigkeiten nachgeht und nebenher das Amt der Priesterin ausübt (das Orakel spricht durch ihren Mund). In dieser Funktion entführt sie Ezinma eines Nachts und wandert mit dem Mädchen auf dem Rücken durch das ganze Siedlungsgebiet des Clans, heimlich gefolgt von der zu Tode geängstigten Mutter.
Es bleibt im Dunkeln, ob Ezinma ebenfalls in den Dienst der Götter treten soll, denn kurz darauf wirft ein tragischer Zufall alle Pläne über den Haufen: Auf einer Beerdigung löst sich unbeabsichtigt ein Schuss aus Okonkwos Gewehr und tötet einen jungen Mann. Zur Sühne wird Okonkwo mit seiner Familie für sieben Jahre verbannt. Diese Jahre verbringt er beim Clan seiner Mutter, freundlich aufgenommen, aber bis zum letzten Tag verbittert darüber, ohne eigenes Zutun so lange an der Verfolgung seiner weiterhin ehrgeizigen Pläne gehindert zu sein.
Die Missionsstation der Weißen nimmt er erst nicht ernst; ihr Glaube an einen einzigen Gott, der alle Menschen gleich liebt und ohne Frau einen Sohn hat, erscheint ihm wie den meisten lächerlich und unlogisch. Die Außenseiter des Dorfes, darunter Nwoye, sind die ersten, die sich dazu bekehren. Die Schule der Weißen erweckt größeres Interesse, als sich herausstellt, dass man mit den dort erworbenen Erkenntnissen gutes Geld verdienen kann. Diese Phase der Kolonialisierung erscheint wie ein die einheimischen Gesellschaftsstrukturen dynamisierender Wettkampf zwischen nicht unbedingt ungleichen Kräften. Den Kolonialisten wird jedoch von ihrem ersten Auftreten an mit Vorsicht gegenübergetreten, da bereits zuvor die Kunde von einem in einem nahegelegenen Dorf stattgefundenen Massaker durch die Weißen, das zum Ende dieses Dorfes geführt hatte, das Dorf erreicht hatte.
Als Okonkwo nach sieben Jahren in sein eigenes Dorf zurückkehren kann, treten die tatsächlichen Machtverhältnisse deutlicher zu Tage. Nachdem der dortige Missionar Brown, der versucht hatte, Verständnis für die Religion und Traditionen der Einheimischen aufzubringen, in die britische Heimat zurückgekehrt war, zeigt sich sein Nachfolger Smith kompromissloser. Als schließlich ein Konvertit einem der egwugwu die Maske vom Kopf reißt und in der Kirche Zuflucht findet, reißen einige der Dorfbewohner, angeführt von den egwugwu, die Kirche ein, verschonen jedoch bewusst den Missionar und seine Anhänger. Ein infolge dieses Ereignisses angesetzter Verhandlungstermin zwischen Dorfräten und Vertretern der Kolonialverwaltung stellt sich als Falle heraus. Die Ältesten, darunter Okonkwo, werden von den Gerichtsdienern gefangen genommen und so lange festgehalten und gedemütigt, bis die Dorfgemeinschaft ein Bußgeld bezahlt, das durch die Gerichtsdiener eigenmächtig noch überhöht wird. Die anschließende Dorfversammlung wird von denselben Gerichtsdienern aufgelöst. Okonkwo erschlägt einen von ihnen. An der Reaktion der anderen merkt er, dass er auf verlorenem Posten steht, dass niemand mehr wagt, gegen das neue Regime zu kämpfen. Er erhängt sich hinter seinem Haus.
Die Gebräuche verbieten die Beerdigung eines Suizidenten durch Bewohner desselben Dorfes. Deshalb bittet Okonkwos Freund Obierika einen Kolonialbeamten, die Leiche abschneiden zu lassen. Für den Beamten wird dies Stoff für eine kleine Anekdote in dem Buch, das er eines Tages schreiben und mit dem er sich einreihen will in die lange Liste der Weißen, die sich berufen fühlen, anderen Weißen zu erklären, wie Afrikaner sind und wie man mit ihnen umzugehen hat.

## Sprache und Form
Achebe gliederte seinen Roman in zwei komplementäre Hälften, die von der vorkolonialen und von der kolonialen Zeit des Dorfes handeln. Der erste Teil ist durch große Detailliebe in der Beschreibung von Ritualen, Gebräuchen, Umgangsformen und Sitten geprägt. Das verleiht ihm einen ruhigen, gleichmäßigen Erzählrhythmus. Dabei fließen viele Begriffe aus der Igbo-Sprache in den englischen Text ein. Der zweite Teil ist in einem beschleunigten Tempo erzählt, so als beschleunigten die Veränderungen der kolonialen Einflüsse die Vorgänge im Dorf. Durch in der Geschichte erzählte Erzählungen oder Anspielungen auf solche durch die Figuren wird Bezug auf die lokale Oralliteratur genommen.

## Historische Einordnung
Achebes Roman entstand in der Nachkriegsphase Nigerias und zwei Jahre vor der Unabhängigkeit, einer Periode, in der die antikolonialen und nationalen Kräfte in Nigeria erstarkten und die Rückbesinnung auf die lokalen afrikanischen Traditionen diese Entwicklung speisten.

## Literaturhistorische Einordnung

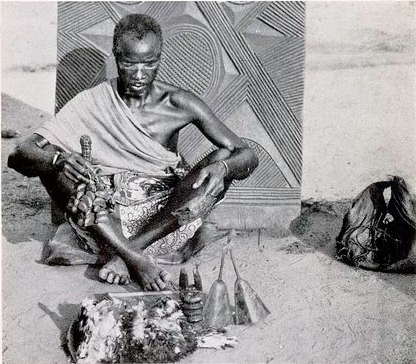
Igbo-Medizinmann 1921. Mit der Darstellung der vorkolonialen Igbo-Gesellschaft in ihrer Komplexität und Vielfalt reagierte Achebe auf die oft abwertenden und verkürzten Beschreibungen in westlichen Berichten.